# Список улиц Реутова
Список улиц Ре́утова — перечень годонимов города (бывшего заводского посёлка) Реутова в Московской области России.
В целом совокупность годонимов (т. н. годонимия) является предметом изучения топонимистики (отрасли лингвистики), отдельных улиц — истории города (краеведения) и географии.  

## История
Исторический центр города — фабричный посёлок с текстильной мануфактурой, чьи корпуса возводились на западном берегу Фабричного пруда с 1843 по 1929 год.
В 1881 году посёлок был обнесён деревянным забором высотой 2,5 метра с четырьмя воротами (снесены в первые годы большевистской власти):
- Никольские (55°45′35″ с. ш. 37°52′05″ в. д.HGЯO) — к селу Никольское от этих ворот проходила «чёрная дорога» (улица с этим названием существует и сейчас)
- Горенские (Серебряные) (55°45′44″ с. ш. 37°51′46″ в. д.HGЯO) — самым близким объектом являлась усадьба Горенки. Второе название дано по речке Серебрянке, так как дорога от этих ворот пересекала её.
- Ивановские (55°45′44″ с. ш. 37°51′25″ в. д.HGЯO) — дорога от этих ворот лежала через село Ивановское на Москву.
- Крутицкие (55°45′20″ с. ш. 37°51′45″ в. д.HGЯO) — дорога от этих ворот проходила к деревне Крутицы.

Первыми улицами, которые появились в Реутово в 1924 году, были: Вокзальная и Клубная.

## География уличной сети Реутова
Современная территория города разделена на три части железнодорожными путями. Северная сторона сформировалась по веерной схеме — разновидности радиально-кольцевой планировки. Сегодняшние магистральные улицы (Победы, Мира и Новая) дополнялись улицами Лесная, Калинина, Ашхабадская и Дзержинского. Их пересекают три полукольца улиц с ломаной трассировкой (1 — вдоль бывшего фабричного забора территория сформировалась траектория нынешних улиц Гагарина, Ленина и Больничного проезда; 2 — улицы Комсомольская, исчезнувшая Проектная, Советская; 3 — улицы Комсомольская, Строителей, Садовый проезд с планируемой эстакадой, выходящей на Транспортную улицу).
Южная сторона застроена между тремя параллельными дорогами по прямоугольной схеме. Кратчайший путь на автомобиле между северным и южным жилыми районами города проходит по МКАД. В 2019 году вместо Никольского переезда, соединяющего южную часть города с промзоной, был введён в эксплуатацию путепровод над Нижегородским направлением Московской железной дороги.

## Список
| 0—9 А Б В Г Д Е Ё Ж З И К Л М Н О П Р С Т У Ф Х Ц Ч Ш Щ Э Ю Я |

### 0-9
- Проектируемый 6001-й проезд (продолжение улицы Реутовских ополченцев)
- Проектируемый 6004-й проезд (продолжение Коммунального проезда)
- Проектируемый 6006-й проезд (продолжение проезда Братьев Фоминых)
- 7-я верхняя линия

### А
- Автомагистраль Москва-Нижний Новгород, шоссе (16-й км)
- Ашхабадская улица

### Б
- Больничный проезд

### В
- Войтовича, улица — бывшая Кооперативная

### Г
- Гагарина, улица
- имени Головашкина, улица — до 1975 Дорожная[уточнить]

### Д
- Дзержинского, улица

### Ж
- Железнодорожная улица

### З
- Заводская улица

### К
- Калинина, улица
- Кирова, улица
- Коммунальный проезд
- Комсомольская улица — до 1964 Западная
- Г. И. Котовского, улица

### Л
- Ленина, улица
- Лесная улица

### М
- Мира, проспект — в начале проспекта ранее была 2-я Парковая улица
- МКАД (2-й, 3-й км)
- Молодёжная улица

### Н
- Некрасова, улица — сложилась из улиц села Ивановское: внутриквартальная — Московская , внешняя — Центральная.
- Никольская улица
- Новая улица
- Новогиреевская улица
- Носовихинское шоссе

### О
- Октября, улица
- Реутовских ополченцев, улица

### П
- Парковая улица
- Площадь перед администрацией
- Площадь по Южной улице, дом 2
- Победы, улица
- Поповка, улица
- Профсоюзная улица

### Р
- Рабочая улица

### С
- Садовый проезд
- Северный проезд
- Советская улица, (также внутриквартальная)
- Солнечный проезд
- Старая площадь
- Строителей, улица

### Т
- Транспортная улица
- Транспортный переулок

### Ф
- Фабричная улица
- Братьев Фоминых, проезд

### Ч
- Академика В. Н. Челомея, площадь
- имени Академика В. Н. Челомея, улица

### Ю
- Юбилейный проезд
- Юбилейный проспект
- Южная улица